# Fernando Carro
Fernando Carro Morillo, né le 1er avril 1992 à Madrid, est un athlète espagnol, spécialiste du steeple.

## Carrière
Il représente l'Espagne lors des Championnats du monde 2015 en manquant de peu la finale (14e).
Le 9 août 2018, lors des championnats d'Europe de Berlin, il devient vice-champion d'Europe derrière le Français Mahiedine Mekhissi-Benabbad.
Le 12 juillet 2019, à Monaco, il bat le record d'Espagne du 3 000 m steeple en 8 min 5 s 69.

## Palmarès
| Date | Compétition                       | Lieu             | Résultat | Épreuve     | Temps          |
| ---- | --------------------------------- | ---------------- | -------- | ----------- | -------------- |
| 2011 | Championnats d'Europe juniors     | Tallinn          | 4e       | 3 000 m st. | 8 min 54 s 26  |
| 2013 | Championnats d'Europe espoirs     | Tampere          | 7e       | 3 000 m st. | 8 min 45 s 62  |
| 2014 | Championnats ibéro-américains     | São Paulo        | 2e       | 3 000 m st. | 8 min 39 s 66  |
| 2015 | Championnats d'Europe par équipes | Tcheboksary      | 6e       | 3 000 m st. | 8 min 44 s 46  |
| 2016 | Championnats d'Europe             | Amsterdam        | 9e       | 3 000 m st. | 8 min 40 s 73  |
| 2018 | Coupe d'Europe du 10 000 m        | Londres          | 12e      | 10 000 m    | 28 min 29 s 65 |
| 2018 | Championnats d'Europe             | Berlin           | 2e       | 3 000 m st. | 8 min 34 s 16  |
| 2019 | Championnats d'Europe par équipes | Bydgoszcz        | 1er      | 3 000 m st. | 8 min 27 s 26  |
| 2019 | Ligue de diamant                  | Ligue de diamant | 8e       | 3 000 m st. | 8 min 15 s 53  |
| 2019 | Championnats du monde             | Doha             |          | 3 000 m st. |                |

## Records
| Épreuve         | Temps              | Lieu   | Date            |
| --------------- | ------------------ | ------ | --------------- |
| 3 000 m steeple | 8 min 05 s 69 (NR) | Monaco | 12 juillet 2019 |